# 中津川市立山口中学校
中津川市立山口中学校（なかつがわしりつ　やまぐちちゅうがっこう）は、かつて岐阜県中津川市に存在した公立中学校。

## 概要
- 2005年に中津川市に越県編入された旧・長野県木曽郡山口村の中学校であり、山口小学校、神坂小学校の児童が進学していた。
- 中津川市立山口中学校を名乗っていたのは、山口村が中津川市に編入された2005年2月13日から、廃校となった同年3月31日までのわずかな期間である。

## 沿革
- 1946年（昭和21年） - 学制改革に伴う新制中学校の設立で、長野県西筑摩郡山口村、田立村、及び岐阜県恵那郡坂下町との学校組合立中学校が検討されたが、それぞれの町村での単独校の設立となる。
- 1947年（昭和22年）4月 - 山口村立山口中学校として開校。
- 1958年（昭和33年）10月14日 - 神坂村の馬籠地区（峠・馬籠・荒町）が山口村に編入される。同時に馬籠地区の生徒が神坂中学校から転入する。
- 1960年（昭和35年）10月 - 新校舎（鉄筋コンクリート造3階建、一部4階建）が完成。
- 2005年（平成17年）
  - 2月13日 - 山口村が中津川市に越県編入される。同時に中津川市立山口中学校に改称する。
  - 3月31日 - 廃校。山口地区（旧・山口村）は坂下中学校校区に移り、馬籠地区は神坂中学校区に復帰。